# بيضية
البيضيّة أو القنفذيّة هي حافّة محدبة تستخدم في الزخرفة المعمارية. جانبيّتها هي ربع إلى نصف دائرة مسطحة.